# 花とみつばち
『花とみつばち』は、「週刊ヤングマガジン」（講談社）に2000年から2003年まで連載されていた安野モヨコの青年漫画作品。 コミックス全7巻。

## あらすじ
モテたいけどモテない高校生・小松。クラスの女子からは地味系と分類され、自分の現状に不満を募らせいた。そんな自分から脱皮しようと慣れないメンズファッション誌のマネをして髪型をかえたり、眉毛を少し書いたり、風変わりメンズエステに通ったりするも、なかなかうまくいかない険しいモテ道に悪戦苦闘する。

## 登場人物
小松正男
凡人の男子高校生。モテる男になりたいと試行錯誤する。特に優れた容姿でもなく特技もなく、優柔不断。クラスの派手なギャルグループにもなめられている。オニ姉妹始め、様々な女性との出会いの中で「モテ道」に向かって精進する（が、あまり成長はしない）。「気が強い」と敬遠していたクラスメイトの太田にやがて惹かれるようになり、決死の覚悟で交際を申し込む。
髪を染めようとブリーチ液をつけるも落とさず寝てしまい、頭皮に異常をきたしてスキンヘッドになるなど、努力が裏目に出る傾向あり。
太田サクラ
小松のクラスメイト。ギャル系でスタイルもセンスもよく、スクールカーストでも頂点に君臨する存在。気が強く、思ったことをストレートに話すタイプ。常に彼氏がいるが回転も早い。なにかと哀れな小松にちょっかいをだしたり冷たくあしらったりするが、不器用ながらもひたむきで率直な小松が次第に気になり始める。小松からの突然の告白で交際することになる。
山田
小松のクラスメイト。固太り・短足・ブサイク・ニキビ面にもかかわらず、なぜか「自分はモテ男」という強い自信をもっており、好みでない女に面と向かって「ブス」と放言するほど高飛車。小松は唯一勝てる男と確信していたが、実はかわいい彼女がいることが発覚し敗北。後に顔を大整形、かなりのイケメンになり芸能界デビューする。古城マニア。
長沢
小松のクラスメイト。見た目はごく普通の女子高生。女子としては中流であるが故に、自分の価値を上げる事や男に関して色々策略をめぐらすえぐい性格。地味な小松に目をつけ必殺の長沢ちゃんスマイルハート付きを浴びせた。翌日、調子に乗った小松が格好つけようと前髪を上げたのに気にくわずシカトをするなど、小松を振り回す存在となる。
よーじ
上級生。太田の彼氏だが後に別れる。別れたあとも強引に太田に攻め寄る。ケンカっぱやい。
遠藤
顔良し性格良し、小松も尊敬するイケメンのモテ男子。のちに太田と付き合う。
北村紀子
他校の女生徒で太田の友達。所謂カリスマ読者モデルで、街ですれ違った小松が一気に一目惚れをする。天然を装いつつもしたたかさをもった魔性の性格。
オニ姉妹
小松の通っていたメンズエステ店長の美人姉妹。店長が長期留守のため、代わりに姉妹の嗜虐心をくすぐる小松を奴隷化してこきつかう。姉妹が繰りだすダメ出し&モテ格言によって、小松は徐々にたくましくなっていく（？）。

## 書籍情報

### 漫画
- 安野モヨコ『花とみつばち』 講談社〈ヤンマガKCスペシャル〉、全7巻
  1. 2000年4月4日発売、ISBN 978-4-06-336864-2
  2. 2000年9月4日発売、ISBN 978-4-06-336896-3
  3. 2001年4月27日発売、ISBN 978-4-06-336950-2
  4. 2001年10月3日発売、ISBN 978-4-06-336985-4
  5. 2002年4月3日発売、ISBN 978-4-06-361032-1
  6. 2003年3月4日発売、ISBN 978-4-06-361114-4
  7. 2003年11月6日発売、ISBN 978-4-06-361171-7
- 安野モヨコ『新装版 花とみつばち』 講談社〈モーニングKC〉、全7巻
  1. 2014年10月23日発売、ISBN 978-4-06-388391-6
  2. 2014年11月21日発売、ISBN 978-4-06-388399-2
  3. 2014年12月22日発売、ISBN 978-4-06-388414-2
  4. 2015年1月23日発売、ISBN 978-4-06-388419-7
  5. 2015年2月23日発売、ISBN 978-4-06-388429-6
  6. 2015年3月23日発売、ISBN 978-4-06-388444-9
  7. 2015年4月23日発売、ISBN 978-4-06-388447-0
- 安野モヨコ『安野モヨコ選集 花とみつばち』小学館クリエイティブ、全4巻
  1. 2024年11月29日発売、ISBN 978-4-7780-3353-8
  2. 2024年12月25日発売、ISBN 978-4-7780-3354-5
  3. 2025年1月31日発売、ISBN 978-4-7780-3355-2
  4. 2025年2月28日発売、ISBN 978-4-7780-3356-9

### 関連書籍
- 安野モヨコ・ヤングマガジン編集部『花とみつばち Memorialモテバイブル』講談社〈KCデラックス〉、全1巻
  - 2003年11月6日発売、ISBN 978-4-06-334805-7